# Edith Grøn
Edith Dorthe Grøn, (Copenhague, Dinamarca, 19 de febrero de 1917 - Managua, 15 de marzo de 1990) fue una escultora nicaragüense nacionalizada, danesa de nacimiento.
Enclavada en una tendencia figurativa, estudió en la Escuela de Arte de Managua bajo la tutela del escultor local Genaro Amador Lira (1942) y posteriormente, durante (1943-1944) en la Academia de San Carlos de la Universidad Autónoma de México DF, bajo la atención docente del escultor Fidias Elizondo. Posteriormente, viaja a Nueva York para seguir sus estudios de escultura y arte en cerámica, en la Universidad de Columbia, (1946-1947).
En 2020 el escritor nicaragüense José Adiak Montoya publicó la novela "Aunque nada perdure", basada en la vida de la escultora.

## Reseña biográfica
En 1923, emigró a Nicaragua con sus padres Vilhelm Andersen Grøn y Sofíe Rasmussen, y su hermano menor Niels Aage Frederik Grøn, como consecuencia de la grave situación económico-social que sufrió Dinamarca durante la Primera Guerra Mundial. A través de la Foreningen Emigranten, asociación encargada de organizar las tareas de emigración, Edith Grøn y su familia acabaron instalándose en Managua. Entre los motivos para tan extrema decisión estaba la enfermedad de su madre, artritis reumatoide, cuya cura pasaba por vivir en países de temperatura más templada.
De las cien familias que partieron de Dinamarca en aquella expedición camino de Nicaragua, sólo dos, los Moller, que terminarían radicados en Matagalpa, y los Grøn, asentados hasta la actualidad en Managua, lograrían cumplir sus objetivos a través de una cadena interminable de esfuerzos, asechanzas y grandes sacrificios.
Muchas de las aventuras y penalidades de su padre Vilhelm Grøn y muchos de los sacrificios y carencias de su madre Sofíe, debemos pensar, que configurarían, en lo sucesivo, fundamentos esenciales del carácter de una artista a la que también el destino iba a someter a pruebas durísimas a lo largo de su vida, como mujer y como escultora.
Cuando por fin, la vida y los negocios, como recompensa a tanto esfuerzo y tesón en el trabajo, empezaban a corresponderse con la mejor de las perspectivas soñadas, su padre enfermó de gravedad hacia finales de 1930. A punto de recuperarse casi por completo, un terremoto de magnitud media sacudió la ciudad el 31 de marzo del año siguiente, en 1931.
Los Grøn habían progresado económicamente montando un restaurante que llamaron "La Casa Dinamarca", en el que trabajaba toda la familia con verdadero afán. Tenían por costumbre cerrar el negocio todos los miércoles, día destinado a un merecido descanso. El día 21 de octubre de 1931, que era precisamente miércoles, viajaron hasta el mar. Ya de vuelta, se detuvieron un rato en el conocido parque de "Las Piedrecitas" al sureste de Managua. Al regreso, bajando una cuesta, Vilhelm perdió el control del vehículo a causa de una piedra en el camino y chocaron de frente contra un árbol. Sofíe y Niels, que iban en el asiento trasero, quedaron algo magullados, al igual que Vilhelm. Pero quien resultó gravemente herida por el impacto fue Edith. No le quedó un solo hueso de la cara sin romper. Merced a una rápida y precisa intervención quirúrgica practicada por médicos norteamericanos a bordo de un buque recién arribado a puerto, Edith Grøn, no sólo salvó la vida, sino que también los cirujanos le recompusieron todos los huesos de la cara, rotos por el tremendo golpe, algo que, probablemente en esa época, no habrían podido llevar a cabo los médicos del país. El día que cumplió los quince años, cinco meses después, el 19 de febrero de 1932, Edith tuvo que enfrentarse, por primera vez desde el accidente, a ver su cara reflejada en un espejo A esa edad de la recién estrenada adolescencia, un suceso de esas características, cuyas secuelas iban a ser permanentes, no cabe duda de que puede afectar el desarrollo de una personalidad todavía sin definir. Pero Edith Grøn era de un temple muy fuerte. Sus propios padres habían dado buen ejemplo de su estirpe a lo largo de aquellos años y circunstancias padecidas; ahora, ella comprobaba en sí misma lo que había forjado casi de manera inconsciente durante todo este tiempo, su carácter. Era luchadora. Tal vez, en la obligada convalecencia, fue incubándose en el ánimo de la futura artista una decisión inquebrantable, un firme deseo de dar réplica a una vocación aún nebulosa, pero que empezaba a acuciar a una adolescente que ya no dejaría de conocerse a sí misma cada día mejor. El arte sería su refugio, pero también el instrumento perfecto para enfrentarse a una realidad humana y una naturaleza siempre intercambiables.

## Formación artística

### Inicios
En la finca, a modo de distracción, pasaba Edith sus horas libres, se diría que hasta hechizada, jugueteando con el barro, dándole forma sin descanso a imaginaciones e invenciones realistas. Hacía lo que Sofíe y los demás miembros de su familia, ignorantes todavía de su potencial artístico,  solían llamar «caritas».
Un día, el doctor Emiliano Lacayo, ministro de educación e impulsor de la Escuela de Arte de Managua, amigo de la familia, asombrado por la destreza de la joven, no dudó en aconsejar a sus progenitores que Edith debería plantearse seriamente estudiar escultura en la Escuela de Arte, con el escultor Genaro Amador Lira. Desde ese instante, la escultura se convertiría para Edith en el amor de su vida.

### Estudios en México
Las limitaciones de la recién creada escuela hizo que sus padres se planteasen que Edith se trasladase a México, D. F., donde proseguiría sus estudios en la entonces Escuela de Bellas Artes de San Carlos. Justo antes de salir hacia México dispuesta para ampliar sus estudios, el 28 de abril del año 1943, Edith Grøn, ganó el "Primer Premio del Concurso de Arte Rubén Darío", en la exposición colectiva realizada por los alumnos de la Escuela de Arte de Managua que se mostraba en el Palacio Nacional, con una escultura llamada "Amo Muerto".
Ya en México D.F., en lo que era la vieja Academia de San Carlos, anexa a la Universidad Autónoma estuvo al lado de nombres tan importantes en su época como Fidias Elizondo, Ignacio Asúnsolo y Luis Ortiz Monasterio, principales renovadores del lenguaje escultórico postrevolucionario. En su primer año, Edith se matriculó en Artes Clásicas y Arquitectura.
En el espíritu creativo de Edith Grøn existía una predilección representacional casi excluyente. Digamos que su escultura no se podía afiliar a ninguno de los muchos ismos que surgían sin cesar en la vieja Europa, en una continua búsqueda de formas y de estilos que, cuanto menos, revitalizaban conceptos seculares al tiempo que alumbraban la aparición de otras categorías artísticas, basadas tanto en los procedimientos como en el uso de nuevos materiales. La escultura de figuración practicada por Edith Grøn requería una honestidad técnica que no podía comprometerse con aquellos.

### Estudios en Estados Unidos
Ya en la Universidad de Columbia, EE. UU., donde estuvo hasta noviembre de 1948, se matriculó en los cursos de escultura y arte en cerámica. Al finalizar, regresa a Managua, a su estudio anexo a La Casa Dinamarca donde, a partir de ahora, daría comienzo su verdadera e imparable trayectoria de dedicación a creaciones propias y de encargo, con un concepto formal renovado y, de algún modo, desligado de las referencias arcaicas del academicismo todavía imperante.

## Actividad artística
A su regreso de Estados Unidos, Edith Grøn, comenzó a desplegar todo el potencial que le permitía su energía y su creatividad en una serie de obras que finalmente serían expuestas en el Palacio y Biblioteca Nacional de Managua en 1953. Los temas de Edith Grøn incluían retratos, desnudos, obras sacadas del folklore nicaragüense y de la vida cotidiana, y como obra monumental esculturas conmemorativas. Si bien en el último tramo de su vida artística realizó numerosas pinturas, dibujos y taraceas en madera, es más conocida por sus esculturas.
Comenzó con encargos de los bustos de personalidades como el General Emiliano Chamorro, la educadora Doña Chepita Toledo de Aguerri y el del Doctor Joaquín Vigil, pero, en cuanto a retratos, Rubén Darío se convertiría en el tema axial de su obra artística. En aquella, que sería su primera exposición individual presentó, un total de treinta y tres piezas, entre las que destacarían los bustos de D. Pablo Antonio Cuadra o del Capitán Bernardo J. Galo. Pero, sobre todo, su proyecto para el monumento a Rubén Darío y los bustos de Rubén Darío Diplomático y Rubén Darío Poeta, la consagrarían en adelante como la escultora de Rubén Darío. La obra poética de Rubén Darío influiría en la creación de algunas de sus esculturas, que siempre acompañaba con el verso de referencia, como en Introspección, Modelito aburrido o Arcania.
Es lógico pensar que un país como Nicaragua, orgulloso de su identidad nacional y de su arrojo frente a los incesantes abordajes por parte de potencias extranjeras, aprovechase cualquier ocasión para identificar y honrar a sus héroes. La influencia de la escultura moderna de Brancusi llegó a tierras nicaragüenses arrastrada por las inquietudes artísticas de Edith Grøn, después de admirar la obra Pájaro en el espacio, del escultor rumano. Otro elemento por el que valía la pena el riesgo era la integración de la base en la propia escultura. Las obras que realizaría en madera, a partir de este momento, se prestaban perfectamente a este fin, y Nicaragua contaba con una extensa variedad de esta materia prima. Así, realizaría obras como Ambición, Destinoo Arcania.

## Retratos de Rubén Darío

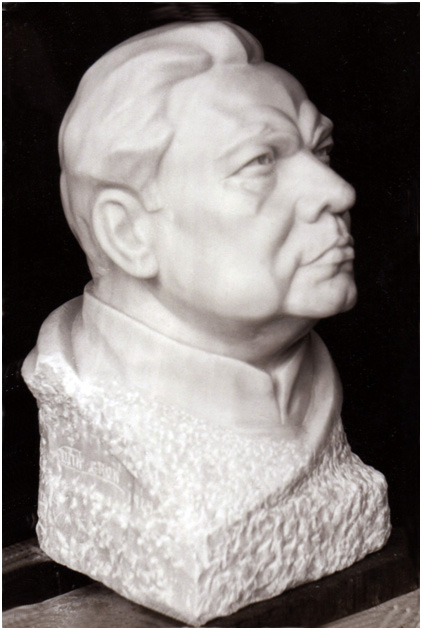
Retrato de Rubén Darío tallado en mármol blanco de Guatemala.

Desde muy temprana edad, Edith Grøn comenzó a interesarse por la obra y el pensamiento de Rubén Darío. Desde un principio establecería una especie de simbiosis que le permitiría entrar en contacto directo con la personalidad del poeta, con su fisionomía más íntima, con su obra poética, con su sinestesia, mediante la que el poeta logra asociar sensaciones propias de los diversos sentidos: especialmente la vista (la pintura) y el oído (la música); su erotismo, su exotismo, su ocultismo, sus temas cívicos y sociales, como más representativos. Todo esto, reunido en una sola obra escultórica que era fiel representación del espíritu del iniciador y máximo representante del modernismo literario en lengua española.
Entre uno y otro héroe le surgió, en 1959, la posibilidad de “respirar un poco de aire fresco”; porque para Edith Grøn, siempre que se trataba de Rubén Darío, era como una pequeña recompensa, un trabajo que se convertía en un descanso para el alma, hacía poesía con la piedra, inspirada por la esencia y la energía del poeta. El gobierno de Nicaragua, por medio del Ministerio de Educación Pública, decidió obsequiar a la ciudad de Miami con un busto de Rubén Darío tallado por la “escultora de Nicaragua”. El monumento, con el retrato del genial poeta sería colocado en el famoso Bayfront Park, al norte de la Biblioteca Central del Gran Miami. A partir de este hecho, se sucederían las espontáneas apariciones de bustos del poeta por toda América Central y del Sur, incluso en el continente europeo. El club Rotario de Managua donó uno, en la versión Darío Embajador,  a la ciudad de Guadalajara, en México.
A Rubén Darío lo modeló en barro, lo talló en piedra y en madera, lo moldeó en piedra artificial, y en cada uno de ellos expresó el verdadero espíritu del poeta. No obstante, de entre todas las versiones que realizó hubo una de la que Edith se sintió, quizás, más satisfecha. Tallado en mármol procedente de las canteras de Guatemala, realizó un seguimiento fotográfico del proceso. No era habitual encontrarse con un bloque de piedra de tan alta calidad, así que Edith se entusiasmó, si cabe, más de lo acostumbrado.
A pesar de que cuando nació Edith Grøn el poeta matagalpino llevaba fallecido un año, lo conocía tan bien que era capaz de modelar su cabeza con los ojos cerrados. Los cinceles en manos de Edith, más que tallar acariciaban el rostro de su venerado poeta. Un par de años antes, concretamente en 1961, tallaría en piedra la cabeza de un Rubén Darío un tanto peculiar. Titulado La Cartuja, este retrato del poeta, tocado con hábito de cartujo, hace clara referencia a la obra del mismo nombre escrita por Rubén Darío en 1913, durante su estancia en la Cartuja de Valdemosa, en la isla de Mallorca, en España.

## Esculturas de Héroes Nacionales

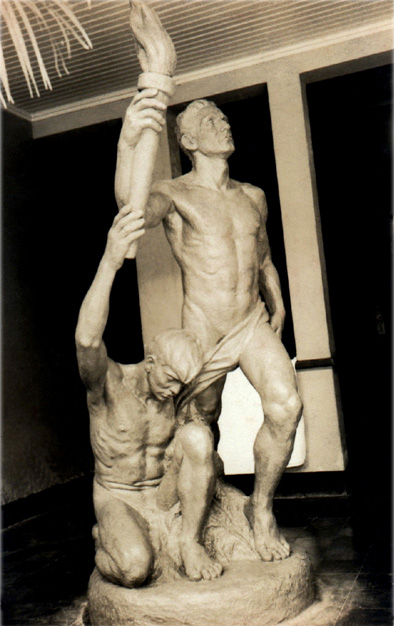
El relevo, alegoría al Progreso, plaza Parque del Palacio de Comunicaciones, Managua.

Edith Grøn representó a los héroes nacionales nicaragüenses:
- Cacique Diriangen, gran señor de los dirianes.
- Maestro y Apóstol de la Educación Enmanuel Mongalo y Rubio y Felipe Neri Fajardo en "El relevo";
- Sargento Andrés Castro quien con una piedra derribó a un filibustero yanqui en la Batalla de la Hacienda San Jacinto del 14 de septiembre de 1856;
- General de División y Generalísimo de Nicaragua José Dolores Estrada Vado;

También, al último caudillo de América, el General Emiliano Chamorro Vargas conocido como "El Cadejo".